# Илькинское сельское поселение (Бурятия)
Илькинское сельское поселение (бур. Элхиин hомон) — муниципальное образование в Заиграевском районе Бурятии Российской Федерации.
Административный центр — село Илька.

## История
Статус и границы сельского поселения установлены законом Республики Бурятии от 31 декабря 2004 года № 985-III «Об установлении границ, образовании и наделении статусом муниципальных образований в Республике Бурятия».

## Население
| 2011  | 2012  | 2013  | 2014  | 2015  | 2016  | 2017  |
| ----- | ----- | ----- | ----- | ----- | ----- | ----- |
| 2583  | ↘2530 | ↘2497 | ↘2472 | ↗2474 | ↘2443 | ↘2431 |
| 2018  | 2019  | 2020  | 2021  | 2023  | 2024  |       |
| ↘2400 | ↘2365 | ↗2366 | ↗2374 | ↘2341 | ↘2285 |       |

## Состав сельского поселения
| № | Населённый пункт | Тип населённого пункта       | Население |
| - | ---------------- | ---------------------------- | --------- |
| 1 | Илька            | село, административный центр | ↗2610     |
| 2 | Шэнэ-Буса        | улус                         | ↘416      |